# Хангикьёт

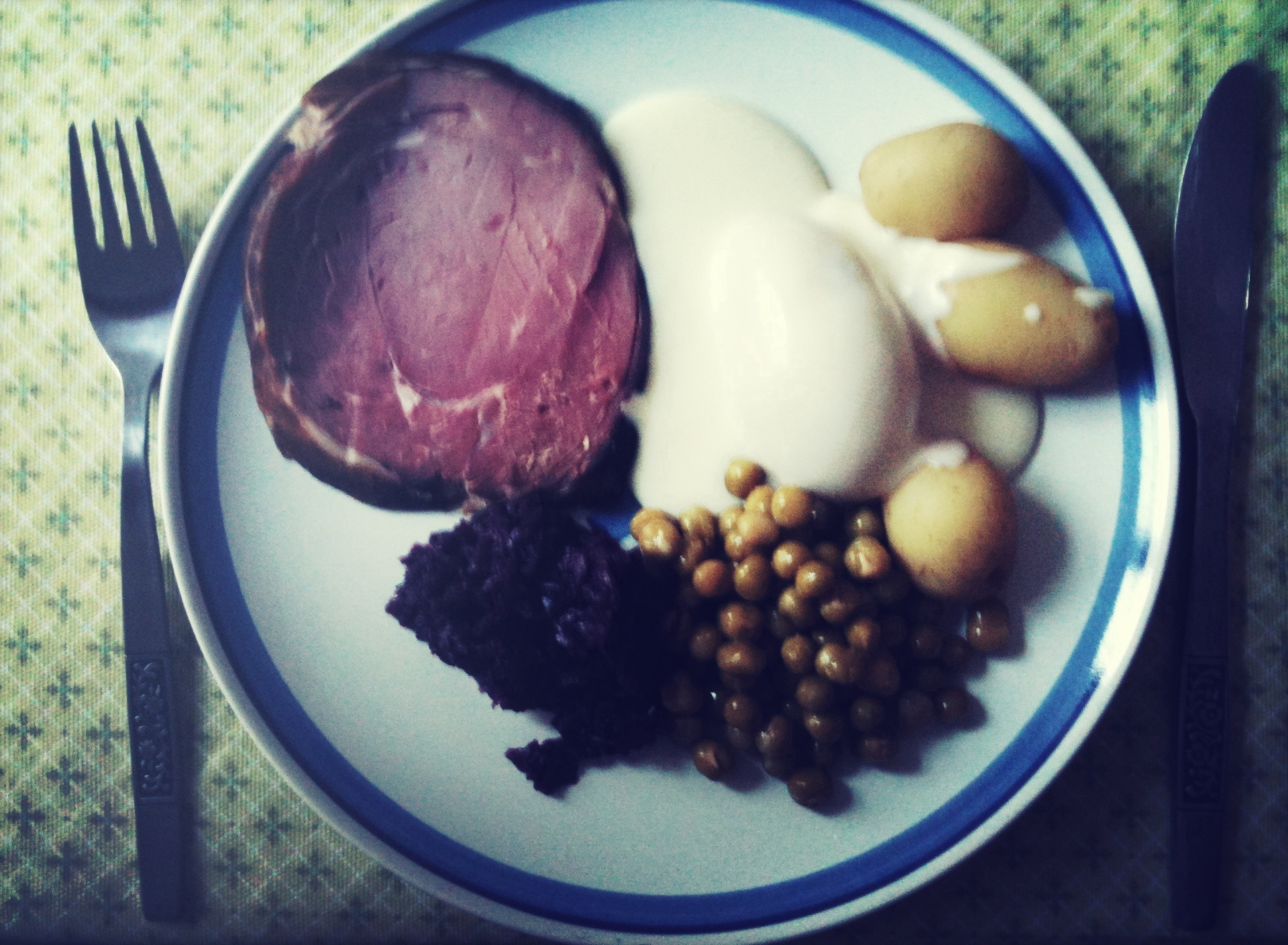
Хангикьёт с картофелем, зелёным горошком и соусом бешамель

Хангикьёт (исл. hangikjöt) — праздничное рождественское блюдо исландской кухни.
В переводе с исландского буквально означает «подвешенное мясо», так как по старой исландской традиции мясо хранили в копчёном виде, подвешенным под потолок в коптильне. Хангикьот представляет собой мясо копчёного ягнёнка. Мясо коптят на кизяках или берёзе. Однако, перед подачей к столу, его варят на протяжении часа-полутора, давая потом настояться в собственном наваре. Блюдо подают в горячем или холодном виде с хлебом, соусом бешамель и зелёным горошком. Есть несколько видов хангикьёта. Блюдо готовят из разных частей овец, но чаще всего используют задние ноги. Иногда для изготовления блюда используется конина. Хангикьёт часто готовят на Рождество. Если к празднику его подают на блюде и, как правило, горячим, то в обычные дни исландцы едят холодный хангикьёт как шинку, накладывая тонкие кусочки на флаткаку — традиционную исландскую постную лепёшку. Хангикьёт имеет стойкий запах дыма и пикантный вкус.